# Brevicornu subarcticum
Brevicornu subarcticum är en tvåvingeart som beskrevs av Zaitzev 1992. Brevicornu subarcticum ingår i släktet Brevicornu och familjen svampmyggor.
Artens utbredningsområde är Alaska. Inga underarter finns listade i Catalogue of Life.